# Gamma d'Àries
Gamma d'Àries (γ Arietis) és un sistema estel·lar triple, a 204 anys llum de la Terra, dins la constel·lació d'Àries. El component principal rep el nom de Mesarthim, d'origen obscur. Ha estat anomenada "la primera estrella d'Àries" a causa de ser la primera estrella visible més a prop del punt de l'equinocci.
El sistema inclou una estrella binària amb components separats per una distància angular de 7,7 segons d'arc (que es poden separar amb un petit telescopi). Ambdós components són estrelles blanques del tipus A de la seqüència principal i són de la magnitud aparent +4,75 i 4,83. La més brillant és coneguda com a γ² Arietis i la més feble γ¹ Arietis. El període orbital de la binària és major de 5000 anys. Orbitant la binària s'hi pot trobar γ Arietis C, una estrella de la magnitud +9,6 del tipus K localitzada a 221 segons d'arc.
La component més brillant, γ² Arietis, està classificada com a Variable Alpha² Canum Venaticorum i la seva lluentor varia en 0,4 magnituds amb un període de 2,61 dies.